# Monte San Giovanni Campano
Monte San Giovanni Campano es una localidad y comune italiana de la provincia de Frosinone, en el Valle Latino, región de Lacio, con 12.788 habitantes.

## Evolución demográfica
| Gráfica de evolución demográfica de Monte San Giovanni Campano entre 1861 y 2001 |
|                                                                                  |
| Fuente ISTAT - elaboración gráfica de Wikipedia                                  |